# ماکس وبر (ورزشکار)
ماکس وبر (آلمانی: Max Weber؛ ۲۴ ژانویه ۱۹۲۲ – ۲۹ اوت ۲۰۰۷) ورزشکار دو و میدانی رشتهٔ پیاده‌روی سرعت اهل جمهوری دمکراتیک آلمان بود. وی در سال ۱۹۵۸ میلادی برنده مدال برنز در مسابقات قهرمانی دو و میدانی اروپا، استکهلم بود. وبر همچنین به عنوان عضو تیم دو و میدانی جمهوری دمکراتیک آلمان در بازی‌های المپیک تابستانی ۱۹۶۰ در رم شرکت کرد.